# Valerian Gracias
Valerian Gracias (28 tháng 10 năm 1900 - 1978) là một Hồng y người Ấn Độ của Giáo hội Công giáo Rôma. Ông nguyên là Tổng giám mục Tổng giáo phận Bombay từ năm 1950 đến khi qua đời năm 1978. Ông cũng từng là Chủ tịch Hội đồng các giám mục Ấn Độ [C.B.C.I]. Ông cũng là một nghị phụ tham gia Công đồng Vaticanô II và tham dự hai mật nghị hồng y năm 1958 và 1963, lần lượt bầu ra Giáo hoàng Gioan XXIII và Giáo hoàng Phaolô VI.

## Tiểu sử
Hồng y Gracias sinh ngày 23 tháng 10 năm 1901, tại Karachi, Ấn Độ. Sau quá trình tu học khá dài theo quy định của Giáo luật Công giáo, ngày 3 tháng 10 năm 1926, Phó tế Gracias được truyền chức linh mục. Tân linh mục cũng là thành viên linh mục đoàn của Tổng giáo phận Bombay.
Ngày 11 tháng 4 năm 1946, Tòa Thánh loan báo tuyển chọn linh mục Gracias làm Giám mục Hiệu tòa Thennesus, Phụ tá Tổng giáo phận Bombay. Lễ tấn phong cho tân giám mục được cử hành sau đó vào ngày 29 tháng 6 cùng năm. Ba giáo sĩ tham gia nghi thức truyền chức giám mục có Tổng giám mục Bombay Thomas Roberts, S.J.; hai vị phụ phong gồm Vittore Rosario Fernandes, giám mục Giáo phận Mangalore và Giám mục Thomas Pothacamury (Pothakamuri)  từ Giáo phận Bangalore. Tân giám mục chọn châm ngôn cho mình là:Fraternitatis amore.
Được hơn bốn năm, ngày 4 tháng 12 năm 1950, thông tin từ Tòa Thánh cho biết Giáo hoàng đã bổ nhiệm Giám mục Gracias trở thành Tổng giám mục chính tòa Tổng giáo phận Bombay. Ba năm sau, Giáo hoàng Piô XII tổ chức Công nghị hồng y vào ngày 12 tháng 1, trong đó Giáo hoàng quyết định vinh thăng Tổng giám mục Gracias tước vị hồng y nhà thờ Santa Maria in Via Lata. Trong khoảng thời gian dài từ năm 1958 đến năm 1972, ông còn kiêm thêm chức danh Chủ tịch Hội đồng các giám mục Ấn Độ [C.B.C.I].
Ngày 11 tháng 9 năm 1978, ông qua đời, thọ 77 tuổi.
Trong sứ vụ hồng y, nhiều lần Hồng y Gracias đến viếng thăm Tòa Thánh vào những dịp quan trọng như: Công nghị hồng y năm 1953, công nghị vinh thăng ông, Công đồng Vaticanô II, với các phiên họp khoáng đại từ một đến bốn. Ngoài ra, ông còn tham gia hai mật nghị Hồng y: Mật nghị Hồng y 1958 chọn Giáo hoàng Gioan XXIII và năm 1963 chọn Giáo hoàng Phaolô VI. Đến Công nghị Hồng y tháng 8 năm 1978, mặc dù không bị giới hạn tuổi tác tham dự, nhưng vì lí do sức khỏe, hồng y Gracias đã không tham dự.